# Tunga caecata
Tunga caecata (лат.) — вид блох из семейства Tungidae. Южная Америка: Бразилия.

## Описание
Паразиты различных видов млекопитающих, среди хозяев грызуны: чёрная крыса (Rattus rattus); серая крыса Rattus  norvegicus; домовая мышь Mus musculus (Muridae) ; Akodon cursor; Rhipidomys mastacalis; Nectomys squamipes (Muridae, Sigmodontinae). Размер неосом (гипертрофированных самок; длина, ширина, высота): 7×6×6 мм.